# Balogia
Balogia is een bestuurslaag in het regentschap Nias Selatan van de provincie Noord-Sumatra, Indonesië. Balogia telt 291 inwoners (volkstelling 2010).